# Anders Ygeman
Anders Ygeman, né le 17 juin 1970 à Stockholm (Suède), est un homme politique suédois. Membre du Parti social-démocrate suédois des travailleurs (SAP), il est ministre de l'Intégration de 2021 à 2022.

## Biographie
Il est député au Riksdag depuis 1996.
Du 3 octobre 2014 au 27 juillet 2017, il est nommé ministre de l'intérieur dans le gouvernement du premier ministre Stefan Löfven.
Entre le 21 janvier 2019 et le 30 novembre 2021, il est ministre de l'énergie et du numérique.
Du 30 novembre 2021 au 17 octobre 2022, il est ministre de l'intégration et des migrations.